# Патрісіо Танда
Патрісіо Даміан Танда (ісп. Patricio Damián Tanda; нар. 5 квітня 2002, Ломас-де-Самора, Буенос-Айрес, Аргентина) — аргентинський футболіст, півзахисник «Расінга», який виступає в оренді за львівські «Карпати».

## Життєпис
Футболом розпочав займатися в скромних колективах «Альберді» (Бурзако) та «Альмафуерте» (Сан-Хосе), перш ніж перейшов до іменитішого «Бока Хуніорс». Під час виступів за «Боку» також виступав в оренді за місцеві клуби «Культурал Мармол» і «Олімпія» «Олімпія» (Ломас-де-Замора). У 2018 році перейшов у «Расінг». У листопаді 2020 року переведений до основної команди, а 19 листопада півзахисник дебютував за основний склад в програному (0:2) поєдинку Кубку професійної ліги проти «Атлетіко Тукуман», в якому зіграв усі 90 хвилин. У 2021 році відданий в оренду «Ферро Карріль Оесте» з Прімери Б Насіоналя.
Повернувшись у «Расінг», він залишився гравцем глибокої ротації, зіграв за весь 2022 рік лише один матч з основною командою. У серпні 2023 року перейшов в оренду в «Уніон» (Санта-Фе) на 18 місяців.
На початку грудня 2024 року потрапив до сфери інтересів «Карпат». 23 січня 2025 року перейшов до львівського клубу в оренду з правом викупу до кінця 2025 року.

## Статистика виступів

### Клубна
Станом на 25 серпня 2024 року.
| Сезон             | Команда               | Чемпіонат         | Чемпіонат | Чемпіонат | Нац. кубок | Нац. кубок | Нац. кубок | Конт. кубок | Конт. кубок | Конт. кубок | Інші кубки | Інші кубки | Інші кубки | Загалом | Загалом | Загалом |
| Сезон             | Команда               | Змаг.             | Матчі     | Голи      | Змаг.      | Матчі      | Голи       | Змаг.       | Матчі       | Голи        | Змаг.      | Матчі      | Голи       | Матчі   | Голи    |         |
| ----------------- | --------------------- | ----------------- | --------- | --------- | ---------- | ---------- | ---------- | ----------- | ----------- | ----------- | ---------- | ---------- | ---------- | ------- | ------- | ------- |
| 2020              | «Расінг» (Авельянеда) |                   | -         | -         | КА+КМ      | 0+4        | 0          | КЛ          | 0           | 0           |            | -          | -          | 4       | 0       |         |
| 2021              | «Ферро Карріль Оесте» | ПБН               | 5         | 0         |            | -          | -          |             | -           | -           |            | -          | -          | 5       | 0       |         |
| 2022              | «Расінг» (Авельянеда) | ПД                | 1         | 0         | КА+КЛП     | 0          | 0          | ПК          | 0           | 0           |            | -          | -          | 1       | 0       |         |
| 2023              | «Уніон» (Санта-Фе)    | ПД                | 0         | 0         | КА+КЛП     | 0+7        | 0          |             | -           | -           |            | -          | -          | 7       | 0       |         |
| 2024              | «Уніон» (Санта-Фе)    | ПД                | 4         | 0         | КА+КЛП     | 0+10       | 0          |             | -           | -           |            | -          | -          | 14      | 0       |         |
| Усього за кар'єру | Усього за кар'єру     | Усього за кар'єру | 10        | 0         |            | 21         | 0          |             | 0           | 0           |            | -          | -          | 31      | 0       |         |